# Distretto di Uzgen
Il distretto di Uzgen (in kirghiso Өзгөн району?, Өzgön rayonu) è un distretto (raion) del Kirghizistan con  capoluogo Uzgen.